# Martin Folin
Martin Carl Folin, född Carlsson den 27 december 1965, är en svensk före detta fotbollsspelare (mittfältare).
Folins moderklubb är Göteborgsklubben IF Väster. Han var under sitt tidigare namn Martin Carlsson med i det Västra Frölunda-lag som gick upp i Allsvenskan 1987 och höll sig kvar i Allsvenskan i tre säsonger. Han var sedan kvar i klubben tills han inför säsongen 1991 gick till Gais. Gais åkte 1992 ur Allsvenskan, men han stannade kvar i klubben ännu en säsong, nu under sitt nya namn Martin Folin. Han varvade därefter ner i lägre divisioner.
Folin är far till ishockeyspelarna Christian och Niklas Folin.